# Johann Edmund Reichold
Johann Edmund Reichold (* 20. September 1838 in Schwabach; † 12. Juli 1902 in Erlangen) war ein deutscher Jurist und Politiker.

## Leben
Als Sohn eines Notars und Advokaten geboren, studierte Reichold nach dem Besuch des Nürnberger Gymnasiums Rechtswissenschaften in Erlangen. Während seines Studiums wurde er 1856 Mitglied der Burschenschaft der Bubenreuther. Nach seinem Studium wirkte er ab 1862 am Bezirksamt und ab 1864 beim Stadtgericht in Nürnberg. 1870 wurde er Zweiter Bürgermeister von Erlangen, ab 1872 bis 1877 war er Erster Bürgermeister. Nachdem er aus Krankheitsgründen zurückgetreten war, wurde er 1879 Amtsrichter in Eßlingen und 1888 Notariatsverweser in Erding. Seine Krankheit wurde schlimmer, so dass er ab 1889 im Erlanger Irrenhaus eingewiesen wurde, wo er 1902 starb.
Er diente im Deutsch-Französischen Krieg als Soldat und wurde hierfür mit dem Preußischen Kronenorden und der bayerischen Verdienstmedaille ausgezeichnet.